# Plava Voda
Plava Voda är en källa i Bosnien och Hercegovina.   Den ligger i entiteten Federationen Bosnien och Hercegovina, i den centrala delen av landet, 70 km nordväst om huvudstaden Sarajevo. Plava Voda ligger 533 meter över havet.
Terrängen runt Plava Voda är kuperad åt sydost, men åt nordväst är den bergig. Runt Plava Voda är det ganska tätbefolkat, med 93 invånare per kvadratkilometer.. Närmaste större samhälle är Zenica, 18,8 km öster om Plava Voda. 
Omgivningarna runt Plava Voda är en mosaik av jordbruksmark och naturlig växtlighet.